# 交通需要マネジメント
交通需要マネジメント（こうつうじゅようマネジメント、Transportation Demand Management、TDM）は、自動車利用者の行動パターンを従来から変化させることにより、道路渋滞をはじめとする交通問題を解決する手法。自動車の利用者が協力し合うことにより、交通量の抑制あるいは調整を図ることで、渋滞を緩和させるものである。

## 背景
交通問題の解決のために、従来は道路整備など交通の供給側からの対応がなされてきた。それに限界が生じたため、交通の需要側からの対応という発想が生まれた。

## 施策の分類
- 経路の変更
交通が集中しがちな幹線道路の交通量を、周辺の空いている道路に誘導することにより路線交通量を分散させ、渋滞を緩和させる手法[3]。
- 手段の変更
地下鉄、バス、路面電車などの公共交通機関の更なる活用、パークアンドライドなどがある。公共交通機関と連携を図り、自宅から目的地まで自動車で通行するところを、最寄り駅などの駐車場に駐車して公共交通機関利用に転換する手法[2]。自動車を自転車に変更すると、より効果が大きい[2]。利用促進のためには、歩車道の分離や駐車場・駐輪場の整備が不可欠となる[2]。
- 自動車の効率的利用
  - 相乗り・カーシェアリング
相乗りの効果は、交通量における自動車の利用台数の減少に直接寄与し、燃料消費量に対する人員輸送効率の向上につながる[4]。通勤時刻などは利用者の個人差があるため、難しい施策と考えられている[3]。海外では、相乗り自動車に優先レーンを与える都市もある[4]。
  - 共同集配
集配企業各社ごとに扱われている小口貨物輸送トラックによる集荷と配達業務を見直し、同一区域内に共同配送センターを置いて、集配企業各社が請け負う業務を一元化した共同集配システムとすることによって、トラック1台あたりの走行距離を削減する手法[5]。ある顧客へ配達するトラックは集配企業各社ごと運用されていることから、無駄を排除して複数台数によるトラック輸送から特定のトラック1台の輸送で済むように共同管理する集配システムへと変えることによって、交通渋滞の削減と排気ガスの排出量を抑え、環境改善につながっている[5]。ある都市では、共同集配システムの採用により、トラックの走行距離が20%以下、トラックの台数は60%以上削減したとする事例もある[4]。
- 時間の変更
時差通勤、フレックスタイム制など。出勤時間をずらすことで、時間帯における交通量を分散させることで渋滞を緩和させる手法[2]。TDMのなかで最も一般的に行われている[6]。自治体と企業の公共民間が一体となって協力することが不可欠で、フレックスタイム制導入によって導入前と比較して、渋滞が半分に削減されたという事例もある[2]。
- 発生源の調整
職住接近、在宅勤務、ロードプライシングなど。

このほか、交通情報の提供などもTDMの事例に挙げられる。

## 交通システムマネジメント（TSM）
Transportation System Management（TSM)は、比較的低コストの短期的施策として、交通運用（traffic operation）にかかわる供給側の施策とともに、相乗り促進など需要側の施策を含む新しい施策概念。交通需要マネジメント（TDM）によって全体の交通量を減少させたうえで、交通渋滞が想定される場所では、より実効性を伴う通行抑制や通航制限を実施することで、円滑な交通を維持する取り組み。
東京2020大会では、大会関係者と観客の輸送と、物流を含めた都市活動の安定の両立を図るために行われる。具体的には、都心部の交通量を減らす目的で、高速道路では本線料金所での通行制限や入口閉鎖等の規制を実施、一般道路では環状七号線から都心方向に流入する車の通行制限を行い、広域迂回やマイカー利用抑制を促す。2019年7月24日（水）と7月26日（金）の終日（予備日・8月23日《金》）に総合的テストを実施する。